# Chelonus frater
Chelonus frater är en stekelart som först beskrevs av Vladimir Ivanovich Tobias 1990.  Chelonus frater ingår i släktet Chelonus och familjen bracksteklar. Inga underarter finns listade i Catalogue of Life.